# Форт Коб (Оклахома)
Форт Коб (енгл. Fort Cobb) град је у америчкој савезној држави Оклахома.

## Демографија
По попису из 2010. године број становника је 634, што је 33 (-4,9%) становника мање него 2000. године.
| Група             | 2000.       | 2010.       |
| Белци             | 512 (76,8%) | 482 (76,0%) |
| Афроамериканци    | 8 (1,2%)    | 5 (0,8%)    |
| Азијати           | 0 (0,0%)    | 0 (0,0%)    |
| Хиспаноамериканци | 35 (5,2%)   | 21 (3,3%)   |
| Укупно            | 667         | 634         |